# Пі Джей Браун
Колльєр «Пі Джей» Браун (молодший) (англ. Collier "P. J." Brown Jr., нар. 14 жовтня 1969, Детройт, США) — американський професіональний баскетболіст, що грав на позиціях центрового і важкого форварда за низку команд НБА. Чемпіон НБА.

## Ігрова кар'єра
На університетському рівні грав за команду Луїзіана Тек (1988–1992). 
1992 року був обраний у другому раунді драфту НБА під загальним 29-м номером командою «Нью-Джерсі Нетс». Проте перший рік поза коледжем вирішив провести у Європі, в грецькому клубі «Паніоніос».
1993 року приєднався до «Нью-Джерсі Нетс», захищав кольори команди з Нью-Джерсі протягом наступних 3 сезонів. 1994 року взяв участь у матчі новачків НБА під час зіркового вікенду.
З 1996 по 2000 рік грав у складі «Маямі Гіт». 1997 року отримав Нагороду Дж. Волтера Кеннеді та вперше був включений до захисної збірної НБА. Того ж року допоміг команді дійти до фіналу Східної конференції, де «Гіт» програли «Чикаго».
2000 року разом з Джамалом Мешберном, Отісом Торпом, Тімом Джеймсом та Родні Б'юфордом перейшов до «Шарлотт Горнетс» в обмін на Едді Джонса, Ентоні Мейсона, Дейла Елліса та Рікі Девіса. 2004 року отримав приз за спортивну поведінку НБА. 
Наступною командою в кар'єрі гравця була «Нью-Орлінс Горнетс», за яку він відіграв 4 сезони.
З 2006 по 2007 рік грав у складі «Чикаго Буллз», куди разом з Джей Ар Смітом перейшов в обмін на Тайсона Чендлера.
Останньою ж командою в кар'єрі гравця стала «Бостон Селтікс», до складу якої він приєднався в лютому 2008 року і за яку відіграв решту сезону 2007-2008. Допоміг команді збільшити глибину складу, а саме передньої лінії. У складі «Бостона» став чемпіоном НБА.

## Статистика виступів в НБА
| † | Позначає сезон, в якому Пі Джей Браун ставав чемпіоном НБА |

### Регулярний сезон
| Сезон             | Команда              | GP   | GS  | MPG  | FG%  | 3P%  | FT%  | RPG | APG | SPG | BPG | PPG  |
| ----------------- | -------------------- | ---- | --- | ---- | ---- | ---- | ---- | --- | --- | --- | --- | ---- |
| 1993–1994         | «Нью-Джерсі Нетс»    | 79   | 54  | 24.7 | .415 | .167 | .757 | 6.2 | 1.2 | .9  | 1.2 | 5.7  |
| 1994–1995         | «Нью-Джерсі Нетс»    | 80   | 63  | 30.8 | .446 | .167 | .671 | 6.1 | 1.7 | .9  | 1.7 | 8.1  |
| 1995–1996         | «Нью-Джерсі Нетс»    | 81   | 81  | 36.3 | .444 | .200 | .770 | 6.9 | 2.0 | 1.0 | 1.2 | 11.3 |
| 1996–1997         | «Маямі Гіт»          | 80   | 71  | 32.4 | .457 | .000 | .732 | 8.4 | 1.2 | 1.1 | 1.2 | 9.5  |
| 1997–1998         | «Маямі Гіт»          | 74   | 74  | 31.9 | .471 | .000 | .766 | 8.6 | 1.4 | .9  | 1.3 | 9.6  |
| 1998–1999         | «Маямі Гіт»          | 50   | 50  | 32.2 | .480 | .000 | .774 | 6.9 | 1.3 | .9  | 1.0 | 11.4 |
| 1999–2000         | «Маямі Гіт»          | 80   | 80  | 28.8 | .480 | .000 | .755 | 7.5 | 1.8 | .8  | .8  | 9.6  |
| 2000–2001         | «Шарлотт Горнетс»    | 80   | 79  | 35.1 | .444 | .000 | .852 | 9.3 | 1.6 | 1.0 | 1.2 | 8.5  |
| 2001–2002         | «Шарлотт Горнетс»    | 80   | 80  | 32.0 | .474 | .000 | .858 | 9.8 | 1.3 | .7  | 1.0 | 8.4  |
| 2002–2003         | «Нью-Орлінс Горнетс» | 78   | 78  | 33.4 | .531 | .000 | .836 | 9.0 | 1.9 | .9  | 1.0 | 10.7 |
| 2003–2004         | «Нью-Орлінс Горнетс» | 80   | 80  | 34.4 | .476 | .000 | .854 | 8.6 | 1.9 | 1.0 | .9  | 10.5 |
| 2004–2005         | «Нью-Орлінс Горнетс» | 82   | 78  | 34.4 | .446 | .000 | .864 | 9.0 | 2.2 | .9  | .6  | 10.8 |
| 2005–2006         | «Нью-Орлінс Горнетс» | 75   | 73  | 31.7 | .461 | .000 | .827 | 7.3 | 1.2 | .6  | .7  | 9.0  |
| 2006–2007         | «Чикаго Буллз»       | 72   | 49  | 20.2 | .407 | .000 | .787 | 4.8 | .7  | .3  | .7  | 6.1  |
| 2007–2008†        | «Бостон Селтікс»     | 18   | 0   | 11.6 | .341 | .000 | .688 | 3.8 | .6  | .3  | .4  | 2.2  |
| Усього за кар'єру | Усього за кар'єру    | 1089 | 990 | 31.1 | .460 | .136 | .794 | 7.7 | 1.5 | .8  | 1.0 | 9.1  |

### Плей-оф
| Сезон             | Команда              | GP  | GS | MPG  | FG%  | 3P%  | FT%   | RPG  | APG | SPG | BPG | PPG  |
| ----------------- | -------------------- | --- | -- | ---- | ---- | ---- | ----- | ---- | --- | --- | --- | ---- |
| 1994              | «Нью-Джерсі Нетс»    | 4   | 1  | 14.0 | .222 | .000 | 1.000 | 2.0  | .8  | .0  | .5  | 3.0  |
| 1997              | «Маямі Гіт»          | 15  | 15 | 30.1 | .408 | .000 | .717  | 8.6  | .7  | .6  | 1.3 | 8.1  |
| 1998              | «Маямі Гіт»          | 5   | 5  | 38.0 | .514 | .000 | .364  | 8.8  | .8  | 1.4 | .6  | 9.2  |
| 1999              | «Маямі Гіт»          | 5   | 5  | 28.8 | .467 | .000 | .900  | 6.2  | 1.0 | .4  | .4  | 10.2 |
| 2000              | «Маямі Гіт»          | 10  | 10 | 30.8 | .427 | .000 | .833  | 8.2  | 1.1 | .8  | .4  | 7.5  |
| 2001              | «Шарлотт Горнетс»    | 10  | 10 | 38.5 | .418 | .000 | .828  | 10.0 | 1.1 | 1.2 | 1.4 | 8.0  |
| 2002              | «Шарлотт Горнетс»    | 9   | 9  | 36.8 | .427 | .000 | .757  | 9.6  | 1.6 | .7  | 1.3 | 10.2 |
| 2003              | «Нью-Орлінс Горнетс» | 6   | 6  | 32.2 | .477 | .000 | .760  | 7.7  | 1.0 | 1.2 | .5  | 10.2 |
| 2004              | «Нью-Орлінс Горнетс» | 7   | 7  | 36.6 | .366 | .000 | .909  | 9.7  | 2.1 | .4  | 1.6 | 8.9  |
| 2007              | «Чикаго Буллз»       | 10  | 10 | 22.8 | .493 | .000 | .739  | 4.7  | 1.2 | .8  | .2  | 8.3  |
| 2008†             | «Бостон Селтікс»     | 25  | 0  | 13.6 | .464 | .000 | .840  | 2.4  | .5  | .2  | .4  | 2.9  |
| Усього за кар'єру | Усього за кар'єру    | 106 | 78 | 27.2 | .434 | .000 | .751  | 6.6  | 1.0 | .6  | .8  | 7.1  |